# St Breward
St Breward (S. Bruwerd in lingua cornica) è un villaggio e parrocchia civile dell'Inghilterra, appartenente alla contea della Cornovaglia.